# Parque nacional de Sarek
El parque nacional Sarek (nombre oficial en sueco: Sareks nationalpark) es un parque nacional situado en el municipio de Jokkmokk, en la provincia de Laponia, en el extremo norte de Suecia. Sarek hace frontera con los parques nacionales de Padjelanta y Stora Sjöfallet, y fue uno de los más antiguos parques nacionales de Europa, fundado en 1909-1910. Es un destino muy popular entre montañeros y caminantes, si bien no es un destino apropiado para principiantes al carecer casi completamente de infraestructuras. El parque nacional de Sarek forma parte del conjunto Región de Laponia que fue elegido Patrimonio de la Humanidad por la Unesco en 1996.

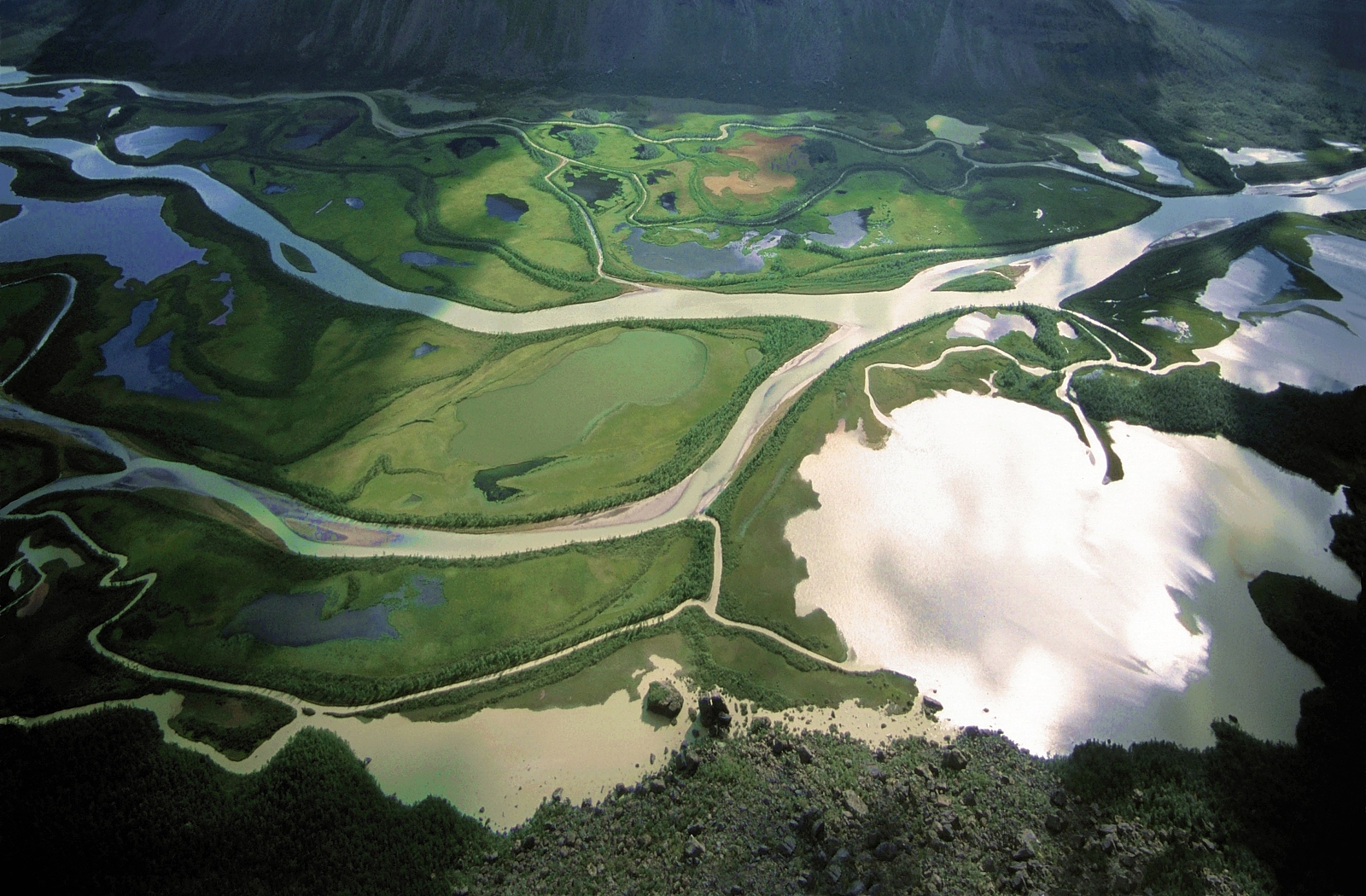
El delta del río Rapa.

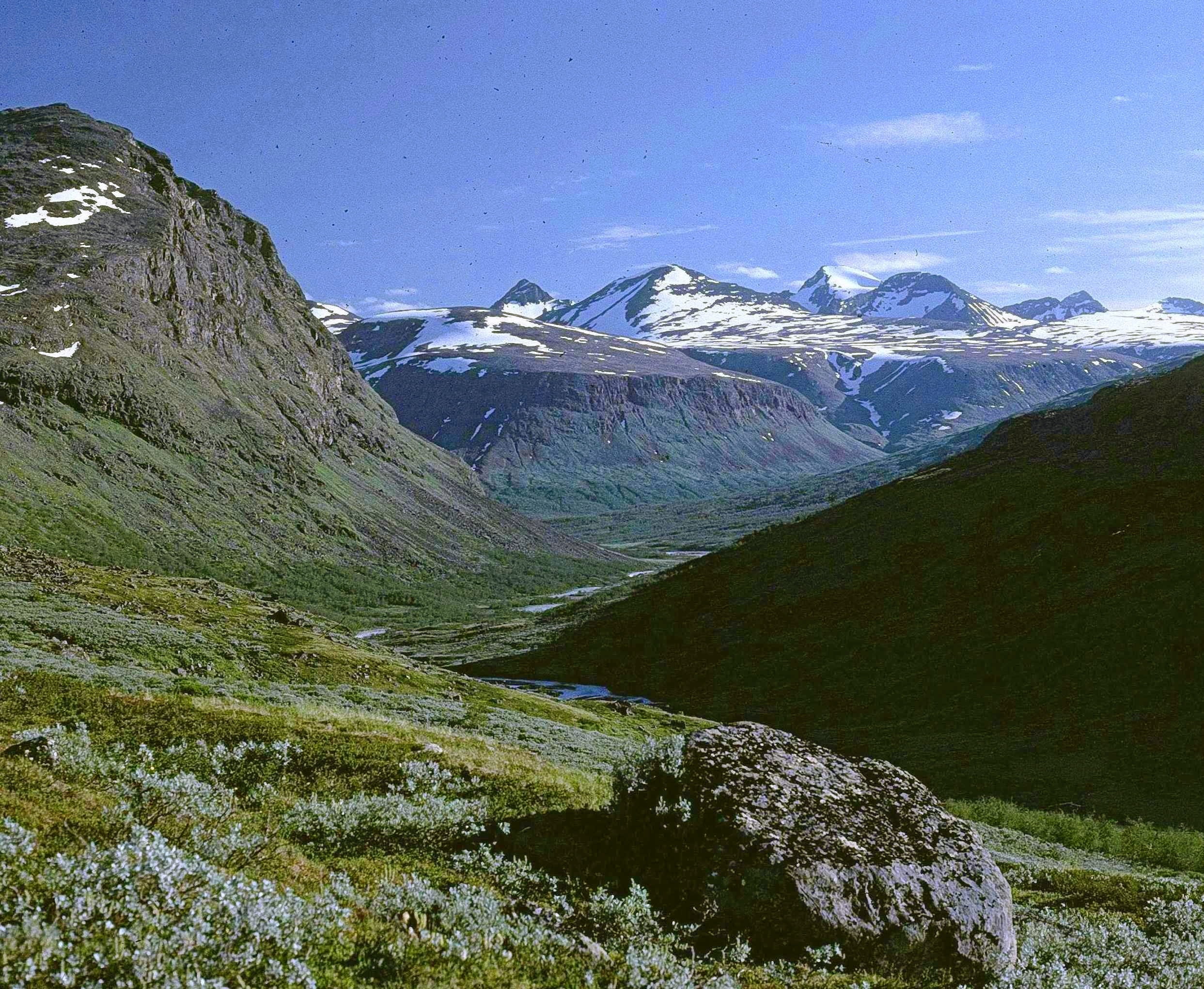
Vista de Mittre Raspadalen.

## Descripción
El parque tiene una forma aproximadamente circular, con un diámetro medio de 50 km. Sólo existen dos puentes en toda su extensión, no existiendo caminos trazados ni albergues. Además, es una de las zonas más lluviosas de Suecia, haciendo que la actividad de caminar en él sea dependiente de las condiciones meteorológicas. Aparte, no es raro encontrar ríos o arroyos peligrosos de cruzar si no se dispone de la experiencia adecuada.
El delta del río Rapa es considerado como uno de los más bellos de Europa, y la cumbre del monte Skierffe ofrece grandes vistas del valle. Existen alrededor de 100 glaciares en la zona.
Dentro del perímetro del parque existe un gran número de montañas de más de 2000 m de altitud. A causa de la larga caminata para llegar a ellos, raramente son escalados.
A 1800 metros sobre el nivel de mar se encuentra el observatorio Pårte, construido a principios del siglo XIX. Los materiales para su construcción tuvieron que ser llevados mediante fuerza humana.